# Margrét Rannveig Ólafsdóttir
Margrét Rannveig Ólafsdóttir (* 6. Juli 1976 in Reykjavík) ist eine ehemalige isländische Fußballspielerin. Die im Mittelfeld und Angriff spielende Margrét wurde zwischen 1993 und 2007 Stammspielerin der isländischen Nationalmannschaft und war zeitweise deren Rekordspielerin. Sie war die erste Isländerin, die 50 Länderspiele bestritt. Auf Vereinsebene spielte sie in Island nur für Rekordmeister Breiðablik Kópavogur und feierte dort mehrere Meisterschaften und Pokalsiege, wobei sie dreimal im Pokalfinale das entscheidende Tor schoss.

## Karriere

### Verein
Margrét debütierte mit 15 Jahren am 2. Juni 1991 für Breiðablik Kópavogur am ersten Spieltag der isländischen Liga, fehlte nur bei vier Spielen und wurde mit dem Verein auf Anhieb Meister, konnte aber noch kein Tor dazu beisteuern. Im Jahr darauf konnte der Titel verteidigt werden und Margrét erzielte dabei vier Tore. Aber sowohl das Pokalfinale als auch das Supercupfinale verloren sie gegen ÍA Akranes. 1993 gewannen sie zum Saisonauftakt den Supercup, in der Liga reichte es aber nur zur Vizemeisterschaft, nachdem Ásthildur Helgadóttir, eine der Stützen der Mannschaft, den Verein verlassen und zum Rivalen KR Reykjavík gewechselt war, und im Pokal scheiterten sie Halbfinale. Danach wurde sie aber zur „Spielerin des Jahres“ in der Kategorie „Junge Spielerin“ gewählt. 1994 gelang dann das Double aus Meisterschaft und Pokalsieg, wobei sie im Pokalfinale das einzige Tor schoss. Zum Saisonauftakt 1995 verloren sie das Supercupspiel gegen KR, konnten aber die Meisterschaft verteidigen, wobei sie mit 13 Toren Torschützenkönigin wurde. Im Pokal verloren sie allerdings im Halbfinale gegen KR. 1996 gewannen sie zum Auftakt der Saison den Supercup mit 3:0 gegen Valur, wobei ihr das Tor zum 2:0 gelang. In der Liga erzielte sie zwar nur vier Tore und verpasste erstmals seit ihrer ersten Saison zwei Spiele, aber die Meisterschaft wurde ohne Punktverlust verteidigt und der Pokal durch ein 3:0 gegen KR gewonnen. Die Saison 1997 begann mit einer 1:3-Niederlage gegen KR im Supercup und die Liga  wurde als Vize-Meister abgeschlossen, wobei sie mit 10 Toren viertbeste Torschützin war. Der Pokal konnte dagegen durch ein 2:1 gegen Valur verteidigt werden. Mit einem 4:1 im Supercup gegen KR starteten sie dann erfolgversprechend in die Saison 1998, wurde in der Liga aber nur Dritte. Mit einem 3:2 im Pokalfinale gegen KR, bei dem sie das entscheidende Tor schoss, gab es aber noch einen versöhnlichen Abschluss. Das Jahr 1999 war dann weniger erfolgreich. Zwar konnten sie sich um einen Platz in der Liga verbessern, verloren aber das Pokalfinale mit 1:3 gegen KR. Dabei hatte sie mit drei Toren im Halbfinale beim 5:1 gegen Grindavík maßgeblichen Anteil am Einzug ins Finale. Ein Jahr später wurde sie dann letztmals Meister und erzielte dann zum dritten Mal im Pokalfinale das entscheidende Tor. Die beiden folgenden Spielzeiten verliefen dann wenig erfolgreich mit zweiten und vierten Plätzen in der Meisterschaft und dem Ausscheiden in Viertel- und Halbfinale im Pokal, wobei die 1:6-Viertelfinalniederlage gegen den alten Rivalen KR besonders schmerzhaft ausfiel. Am 3. September 2003 bestritt sie dann ihr letztes Ligaspiel. In zwölf Spielzeiten hatte sie nur in zehn Spielen gefehlt und dabei in 156 Spielen 79 Tore erzielt. Dazu kamen 21 Tore in 30 Pokalspielen und zwei Tore in sechs Supercupspielen.
2001 spielte sie zudem in der neu gegründeten US-Profiliga Women’s United Soccer Association für Philadelphia Charge. Dort erreichte sie das Play-off-Halbfinale in dem mit 2:3 nach Verlängerung gegen Atlanta Beat verloren wurde.

### Nationalmannschaft
Margrét bestritt 1991 und 1992 acht Länderspiele für die isländische U-17-Mannschaft beim Nordic Cup, wo die Isländerinnen jeweils Fünfte wurden. 1993 nahm sie mit der U-21-Mannschaft am Nordic Cup in der höheren Altersklasse teil, verlor das Spiel um Platz 7 aber gegen die deutsche Mannschaft in der Verlängerung.
Ihr erstes A-Länderspiel absolvierte Margrét zusammen mit Ásthildur Helgadóttir am 6. September 1993 mit 17 Jahren beim 1:0-Sieg im ersten Länderspiel der Isländerinnen gegen Wales und stand sofort wie auch in ihren weiteren Spielen in der Startelf.
Sie spielte aber auch noch 1994, 1995, 1996, 1997 und dann auch noch im Jahr 2000 für die U-21-Mannschaft. Bis Ende ihrer Karriere wurde sie nur in vier A-Länderspielen nicht eingesetzt und in dieser Zeit nur viermal ausgewechselt. Bereits in ihrem vierten Länderspiel erzielte sie beim 3:0 gegen Griechenland ihr erstes Länderspieltor, 1995 gelangen ihr als erster Isländerin in vier aufeinander folgenden Spielen je ein Tor.
Am 8. April 2000 überbot sie mit ihrem 38. Länderspiel den Rekord von Vanda Sigurgeirsdóttir und dehnte ihn bis zu ihrem Karriereende auf 51 Spiele aus. Am 18. August 2001 trug sie für die fehlende Stammkapitänin Ásthildur Helgadóttir zum einzigen Mal die Kapitänsbinde. Am 22. September 2002 bestritt sie beim 0:1 gegen England im Rückspiel der WM-Relegation ihr letztes Länderspiel. Sechs Tage zuvor hatte sie beim Hinspiel als erste Isländerin ihr 50. Länderspiel gemacht. Mit ihren 51 Länderspielen blieb sie bis zum 14. Juni 2003 Rekordnationalspielerin und wurde dann von Ásthildur Helgadóttir abgelöst, mit der sie 42-mal zusammen gespielt hatte. Mit ihren acht Länderspieltoren liegt sie auch 2016 noch zusammen mit Ásta Breiðfjörð Gunnlaugsdóttir, der ersten Rekordtorschützin auf dem elften Platz der Torschützinnenliste.
Für eine EM- oder WM-Endrunde konnte sie sich mit Island nie qualifizieren. In der Qualifikation für die EM 1995 scheiterten sie im Viertelfinale an England, wobei sie bei der 1:2-Hinspielniederlage das einzige Tor für Island geschossen hatte. Sie waren damit auch nicht für die WM 1995 qualifiziert. In der Qualifikation für die EM 1997 war die deutsche Mannschaft in den Play-offs zu stark und das Hinspiel war das erste Länderspiel, bei dem sie nicht im Kader stand. Die Qualifikation zur EM 2001 beendeten sie auf dem letzten Platz und in der Qualifikation für die WM 2003 scheiterten die Isländerinnen in den Playoffspielen an England, wonach sie ihre Karriere beendete. Erst nach ihrer aktiven Zeit konnten sich die Isländerinnen erstmals für die EM 2009 qualifizieren.

## Erfolge
- Isländischer Meister: 1991, 1992, 1994, 1995, 1996, 2000
- Isländischer Pokalsieger: 1994, 1996, 1997, 1998 und 2000
- Isländischer Supercupsieger 1993, 1996 und 1998
- Torschützenkönigin der Saison 1995

## Auszeichnungen
- Junge Spielerin des Jahres 1993[2]
- Islands Fußballerin des Jahres 1994[2]